# Sukodadi (Kangkung)
Sukodadi is een bestuurslaag in het regentschap Kendal van de provincie Midden-Java, Indonesië. Sukodadi telt 1926 inwoners (volkstelling 2010).